# Jolka Jolka
Jolka Jolka – pierwszy album zespołu Classic wydany wiosną 1996 roku przez firmę fonograficzną Green Star i wyprodukowany przez jej założyciela, Cezarego Kuleszę. Płytę promowały 3 teledyski: „Jolka Jolka”, „Piękną miałaś twarz” oraz „Wszystko jest w nas” (duet z zespołem Boys).

## Lista utworów
1. Jolka Jolka 2,34 (muz. i sł. M. Winnicki)
2. Nie odchodź ode mnie 4,43 (muz. M.Winnicki, sł. R. Klatt)
3. Moja dziewczyna 4,16 (muz. i sł. ludowe)
4. Kraina marzeń 4,41 (muz. M. Winnicki, sł. R. Klatt)
5. Pokochaj mnie 5,15 (muz. J. Ambroziak, sł. M. Winnicki)
6. O la la 3,39 (muz. M. Winnicki, sł. R. Klatt)
7. Gwiaździsta noc 4,14 (muz. J. Ambroziak, sł. M. Guma)
8. Kiedy dzień za nocą 3,42 (muz. i sł. ludowe)
9. Powiedz proszę 4,45 (muz. M. Winnicki, sł. R. Klatt)
10. Piękną miałaś twarz 3,45 (muz. R. Dąbrowski, sł. M. Winnicki)
11. Za rzeką 3,33 (muz. i sł. ludowe)
12. Cały mój świat 4,29 (muz. i sł. M. Winnicki, R. Klatt)
13. Jolka Jolka (cover version) 3,51 (muz. i sł. M. Winnicki)
14. Biodro przy bioderku 3,07 (muz. i sł. ludowe)
15. Do widzenia 3,10 (muz. M. Winnicki i  R. Klatt, sł. W. Broniewski)
16. Boys & Classic – Wszystko jest w nas (utwór dodatkowy) 5,20 (muz. M. Winnicki i R. Klatt, sł. M. Miller)

## Skład zespołu
- Robert Klatt – instrumenty klawiszowe, vocal
- Mariusz Winnicki – vocal
- Jacek Ambroziak – instrumenty klawiszowe

## Informacje dodatkowe
- Producent i manager zespołu: Cezary Kulesza
- Nagrań dokonano:

1-10 w Białymstoku
11-16 w Warszawie
- Aranżacja i realizacja: Robert Klatt
- Zdjęcia i projekt graficzny:

PASSJA.PL Krzysztof Walczak